# 너지커니저구

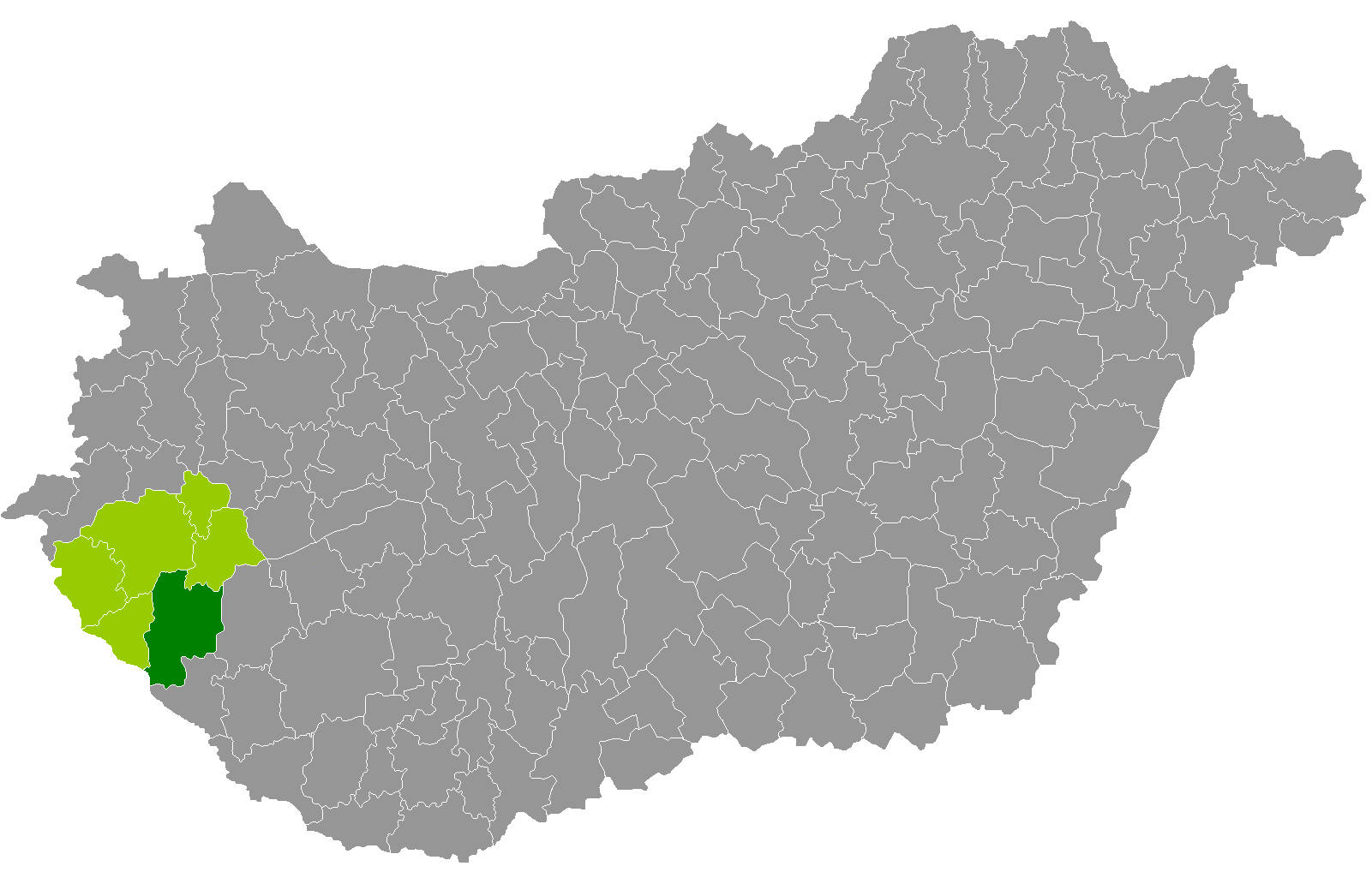
절러주 지도에 표시된 너지커니저구의 위치

너지커니저구(헝가리어: Nagykanizsai járás)는 헝가리 절러주에 위치한 구로 구청 소재지는 너지커니저이며 면적은 907.91km2, 인구는 78,252명(2011년 기준), 인구 밀도는 86명/km2이다.
북쪽으로는 절러에게르세그구, 케스트헤이구, 동쪽으로는 쇼모지주 머르철리구, 남쪽으로는 쇼모지주 추르고구, 서쪽으로는 렌티구, 크로아티아와 접한다. 49개 지방 자치체(1개 도시주, 1개 시, 47개 마을)를 관할한다.

구 문장